# Paepalanthus hippotrichophyllus
Paepalanthus hippotrichophyllus är en gräsväxtart som beskrevs av Theodor Carl Karl Julius Herzog. Paepalanthus hippotrichophyllus ingår i släktet Paepalanthus och familjen Eriocaulaceae. Inga underarter finns listade i Catalogue of Life.